# Mützlitz
Mützlitz è una frazione del comune tedesco di Nennhausen, nel Brandeburgo.

## Storia
Nel 2003 il comune di Mützlitz venne soppresso e aggregato al comune di Nennhausen.